# 张云雷
张云雷（1992年1月11日—），本名张磊，中國天津人，相聲演員、歌手，现是德云演出八队的队长。是郭德纲妻子王惠的表弟。

## 经历
张云雷于2000年拜师郭德纲，学习相声中「说学逗唱」裡的「学」「唱」为主，因早期在德云社郭德纲徒弟家谱中排行第二，故稱之為“二爺”。因原排行第一的闫云达已退社，故張雲雷在德云社现居大师哥之位，“云鹤九霄，龙腾四海”字科的演员都是张云雷的师弟，其搭档为杨九郎。
- 2002年 在街頭走唱。
- 2003年 在大观园出道。
- 2005年 1月因倒倉（青春期變聲）而暂退德云社。
- 2011年 4月 8日 郭德纲在相声专场中宣布张云雷正式回归相声界。
- 2013年 8月20日 和楊九郎正式搭档。
- 2016年 8月22日 凌晨4点，张云雷因醉酒在南京南站二楼送客平台坠落，头部出血，在南京明基医院经过10个小时手术，同日下午3点张云雷被推出手术室，转入ICU病房，但仍没有脱离生命危险，其腿部、胯部、胃部多处损伤，身上装有108块钢板，现已拆除部分。
- 2019年 1月 5日 张云雷接受腾讯旗下《贵圈》的采访[2]，确认“体内有100多个钢板”[3]与“一晚上下了三十多张病危通知”[4]两则传闻。采访视频随文章于1月25日发布[5]。
- 2019年 2月22日 张云雷在其个人微博展示手术取出的一部分钢钉。[6][7]
- 2020年 1月24日，據湖北省的官方媒体湖北日报表扬演藝人士及粉絲团捐赠抗疫物資之发文，张云雷為第一位为武汉地区捐献物资的演藝明星，捐贈15萬個外科口罩。其後，其粉絲团亦集資捐出8萬個口罩。1月29日，张云雷以個人名義向武汉地区追加捐款20万元。
- 2021年 7月河南水灾，张云雷亲自到银行柜台捐款40万元。其后，其粉丝团亦集资捐出物资。

## 评价
来自《36氪》和《南都娱乐周刊》等处的许多评论认为张云雷的走红把“粉丝文化”引入了相声界，并因此获得巨大成功。新浪网、凤凰网有观点指出其做法使相声完全变样，张云雷所成为的也只是“流量明星”，而非相声名演员，但也有其他媒体认为其“弘扬传统文化”。

## 争议
- 2019年5月12日（汶川大地震11周年），张云雷在2018年底的一段演出视频在网上热传。视频中，张云雷与搭档杨九郎以唐山大地震、汶川大地震和玉树地震作为笑点，被批拿国难开玩笑，之后张云雷在微博道歉，且有传闻称其之后的演出将被取消，但实际其商演活动有序进行，节目内容也得到很大改良，去糟粕，留精华，由于张云雷积极宣传中国传统曲艺，被选为微博非遗宣传活动大使（之一）。6月3日，北京某媒体致电青岛市文化执法局后，表示文化局已对此事展开调查，正在进行取证工作，以判定对主办方、演员及演出公司等各方如何处理，结果将向社会公布[13]。其后在6月23日首播的《极限挑战》第五季第七集中，镜头中的张云雷被卡通人物取代，亦做出变声处理。据报道，该集节目于4月24日录制，即发生在涉事演出视频在网上热传之前[14][15]。与此同时，其粉丝在微博举办了第一届“跟张云雷学曲艺大赛”，以号召年轻人共同学习传承中国传统曲艺[16]。
- 2019年 7月 3日 青岛市文化市场行政执法局通报，由天津华娱天橙文化传播有限公司举办的由张云雷、杨九郎青岛跨年表演的《大上寿》相声节目，因涉嫌含有危害社会公德内容，决定对天津华娱天橙文化传播有限公司依法吊销其营业性演出许可证；青岛市艺人文化艺术有限公司决定给予其罚款人民币5万元的行政处罚。青岛市文化市场行政执法局于2019年6月26日对德云社下达《关于对北京德云社文化传播有限公司整改意见的告知函》，责成德云社公开道歉，对演员张云雷、杨九郎进行批评教育，并进行严肃处理。该行政处罚决定书已于7月2日下发。[17]
- 2019年11月 张云雷與楊九郎在2018年5月的相声片段再在网络热传。在此段相声中，他調侃京剧演员張火丁，稱“曾與她一起洗澡並給她搓澡，在搓澡時還給她推池子裡去了”。除此之外，另外兩位京劇女演員也被张云雷调侃。有网友再次批评張雲雷低俗、沒有藝德，要求立即封殺。然也有網友指出“這是有心人士見不得張雲雷好的刻意操作”，因该片段为去年表演场次，而非部分新闻报导为今年5月道歉整改后之表演。中国官方机构和媒体亦就此事批评，中國歷史研究院在轉發時也引用相聲演员馬三立的语录「我們是說相聲，我們不是出洋相、出怪聲」以此回应。中央国家机关工委主办刊物紫光阁也發文評論稱「台上戲，台下人，豈能張嘴就來？」「學藝先學德，做戲先做人。這是梨園古訓，希望今人銘記在心，心懷敬畏」。另外中共党报《人民日报》也对此作出批评[18][19]。12月3日傍晚，张云雷再次在微博致歉[20]。